# 신비아파트: 고스트볼의 비밀
《신비아파트: 고스트볼의 비밀》(영어: The Haunted House)은 투니버스에서 제작한 대한민국의 텔레비전 애니메이션으로, 《신비아파트》 시리즈 중 TV 애니메이션 제1기이다. 투니버스에서 2016년 7월 20일부터 2017년 1월 18일까지 매주 수요일 오후 8시에 방영되었다.
이 시즌은 파일럿 《신비아파트 444호》의 시퀄로, 《신비아파트 444호》 시점으로부터 가공의 아파트 신비아파트에 입주한 남매 구하리와 구두리가 신비아파트 내부에서 활동하던 물귀신 형제 '벽수귀'를 승천시켜 고스트볼을 받게 되면서 생기는 일을 다룬다.

## 줄거리
도깨비 신비와 하리&두리 남매가 힘을 합쳐 불의의 사고로 세상을 떠난 귀신들의 억울함을 풀어주는 판타지 애니메이션! 
귀신이 나오는 장소로 유명한 신비아파트! 이곳에 이사 온 하리, 두리는 아파트에서 돌아다니는 괴상한 꼬마 신비가 먹던 엿을 빼앗아 먹은 후부터 갑자기 무시무시한 귀신들이 보이기 시작한다. 사실 신비는 신비아파트가 100년이 된 순간 나타난 도깨비였던 것!
도깨비 신비는 하리, 두리에게 귀신들을 승천시켜주면 무엇이든 한 가지씩 소원을 들어주겠다고 약속하며 귀신의 힘에 맞설 수 있는 고스트볼을 만들어 준다.
고스트 볼로 언제든지 신비와 다른 귀신들을 부를 수 있게 된 하리와 두리, 하지만 그들 앞에 나타나는 더 무섭고 더 강한 귀신들!
더욱 강력해진 일상 속 공포!
신비아파트가 돌아왔다!

## 기타 아이템들
- 도깨비 엿

평범한 사람이 먹을 경우에 귀신들을 볼 수 있게 되는 엿.
- 도깨비 배트

신비가 갖고 다니는 신호등 모양의 방망이로, 요술을 쓸 수 있다.
- 고스트 볼

하리와 두리가 사용하고 있는 도구로, 신비와 귀신을 소환할 때 사용하는 아이템이다.
- 고스트 에너지

귀신들이 하늘로 승천할 때, 또는 악귀를 물리쳤을 때 남기고 간 자신들의 에너지 볼이다. 이것으로 소환할 귀신을 선택할 수 있다.
- 루비 반지

이안이 가은에게 준 뱀파이어 왕의 징표이다.
- 신비한 팔찌

12화에서 강림이가 하리에게 준 팔찌이다.
- 퇴마검

강림이 귀신을 상대할 때 사용하는 검이다.
- 부적

강림이 귀신과 맞서 싸울 때 퇴마검에 붙여서 사용하는 다양한 기능을 가진 부적이다.
- 마방진 부적

마방진으로 귀신 또는 도깨비를 움직이지 못하게 한다.

## 제작진
- © CJ ENM
- 기획: 신동식→홍기성
- 원작: CJ ENM
- 총감독: 김병갑
- 책임 프로듀서: 석종서
- 기획 프로듀서: 김종민, 이종혁, 오지미, 고영완, 주현아, 권혁준
- 시나리오: 이시은, 박지연
- 조감독: 이상돈
- 제작 프로듀서: 최재혁
- 제작 진행: 김주연
- 스토리보드: 변영규
- 스토리보드 체크: 김병갑
- 애니메틱스: 김해진, 정인범
- 캐릭터디자인: 이현정, 김학진, 정현정
- 배경, 소품, 서브캐릭터디자인: 변영규, 김천수, 신영숙, 하현조, 김지희
- 배경보드, 색설계: 강승찬, 김금주
- 배경감독: 강승찬
- 배경: 한대건, 김아름, 이소올, 조은비, 김수진, 김민희, 진태훈, 김왕지
- 애니메이션 감독: 변영규
- 1원화(레이아웃): 강현국, 권성준, 이민구, 정희주, 황성원
- 원화작감: 김영훈, 박재석
- 2원화: 무본형준, 조혜정, 최윤미, 이은영, 하경선
- 동화: 송진섭, 오혜미, 강재연, 임지혜, 임은숙, 최은영, 민수인, 문현숙, 유희진, 임형숙, 김지숙, 송민서, 송민아, 최원우
- 제작협력: JJ애니메이션
- 색지정: 김금주
- 스캔: 유민용, 김민설
- 채색: 안미현, 나문희, 김희수, 박정아, 이병애, 이정숙, 황수진
- 촬영: 김해진, 정인범, 김정률
- 투자: 정찬경, 김민경
- 미디어사업: 고은주, 강유미, 김보석, 이은선, 김택상, 남궁진아, 임정옥, 손민선, 이민순, 이세영, 이재희, 문다솜, 서심지, 임선아, 조승연
- 사업마케팅: 윤여민, 성수희, 김수경, 강한별, 김민지, 남경인, 구희준, 이선희
- 브랜드디자인: 장우신, 김백준, 홍지예, 신경숙, 김유나, 안희련, 김유정, 김윤경, 김혜수, 이승민, 조재연, 차주현
- 캐릭터사업: 한지수, 백수진, 김은주, 김윤중, 손영은, 김주만, 김진희, 김아람, 우예림, 이두진, 이명일, 이용진, 이채린, 전근기, 조윤지, 채민경, 현은지
- 콘텐츠제작: 김이경, 최우석, 박용진, 김의진, 조승희, 김용만
- 글로벌사업: 이현정, 김대현, 김승욱, 김장원, 박설아, 엄의동, 이수지, 허화정
- 디지털사업: 이상호, 고지민, 이강희, 정영민, 정찬원, 홍아름
- 프로덕션 관리 : 이주섭, 김은영
- 프로덕션 운영 : 조승희, 김진아
- 특별감독 : 박용섭, 한우섭, 서준희, 김태상, 이강호, 유지영, 김은영, 이성훈, 김보람
- 중국사업: 이강산, 이미지, 성유진
- 사운드연출: 신길주, 김진아
- 음악감독: 박정식, 진혁덕
- 녹음 및 믹싱: 이성주
- 효과: 이성주, 김수현, 두지현
- 포스트 진행: 조일오
- 종합편집: 고재식
- 연출 : 김진아
- 조연출 : 김용만
- 포스트 제작: CIC MEDIA
- 제작 투자: CJ ENM, 오로라, SV Investment
- 제작: Tooniverse

## 주제가
[OP - 고스트볼]
작사: 권지희 / 작곡: 박정식 / 편곡: 마르코, 박정식 / 코러스: 유정석 / 노래: 조민석 / 기타: 토미김 / 베이스: 박한진 / 녹음: 유승욱 / 믹싱: 김원경 / 마스터링: 정도원
[ED - Ma Friend]
작사: 권지희 / 작곡: 박정식 / 편곡: 마르코 / 노래: 오마이걸 / 기타: 토미김 / 베이스: 박한진 / 녹음: 유승욱 / 믹싱: 김원경 / 마스터링: 정도원

## 관련 서적
- 서울문화사에서 필름북으로 전 24화 총 6권으로 출간했다.
- 은하수미디어에서 스토리북으로 전 24화 총 4권으로 출간했다.